# Philipp Meyer (Theologe, 1883)
Oswald Adolf Ludwig Philipp Meyer (* 12. November 1883 in Smyrna; † 6. Januar 1963 in Göttingen) war ein deutscher lutherischer Theologe und Kirchenhistoriker.

## Leben
Meyer war der Sohn des gleichnamigen lutherischen Theologen Philipp Meyer. Er studierte Evangelische Theologie und wurde am 9. Juni 1909 ordiniert. Nach pfarramtlicher Tätigkeit in Cardiff und in Wülfinghausen wurde er 1924 Konventual-Studiendirektor in Loccum und 1929 Mitglied des Landeskirchenamtes der hannoverschen Landeskirche. Während des Kirchenkampfs zeitweilig in den Ruhestand versetzt, erhielt er 1934 die Pfarrstelle in Adelebsen. Ab 1937 war er daneben außerordentliches, später nebenamtliches ordentliches Mitglied des Landeskirchenamts. 1954 trat er in den Ruhestand.
Meyer machte sich vor allem als Herausgeber des Jahrbuchs der Gesellschaft für niedersächsische Kirchengeschichte und als Bearbeiter des Pastorenbuchs Die Pastoren der Landeskirchen Hannovers und Schaumburg-Lippes seit der Reformation (Göttingen 1941/42) einen Namen. 1952 zeichnete die Theologische Fakultät der Universität Göttingen ihn mit der Ehrendoktorwürde aus.
Meyer war mit Eleonore, einer Schwägerin von Karl Henke, verheiratet.

## Schriften
- Die Pastoren der Landeskirchen Hannovers und Schaumburg-Lippes seit der Reformation, Bde. 1–3, Göttingen 1941–1953.
- Aus der Reformationsgeschichte Niedersachsens (= Quellenhefte zur niedersächsischen Geschichte. 4/5). Lax, Hildesheim 1952.
- Der hannoversche Katechismusstreit von 1862. Ausgewählte Quellenstücke zur Geschichte der Presbyterial- und Synodalverfassung. Hannover 1962.